# Formigamento
Formigamento ou formicação é a sensação de que pequenos insetos estão rastejando por dentro (ou sobre) a pele, embora não estejam lá. É uma forma específica de um conjunto de sensações conhecido como parestesia, que também inclui as sensações mais associadas ao formigamento, de "alfinetadas" ou "agulhadas". O formigamento é um sintoma bem documentado associado a várias causas. A palavra é derivada de formica, a palavra em latim para formiga.
O formigamento pode ser sentido como coceira, formigamento, alfinetadas, queimação ou até mesmo dor. Quando o formigamento é percebido como coceira, pode desencadear o reflexo de coçar, e, por isso, algumas pessoas correm o risco de causar danos à pele por coçá-la excessivamente.
Em alguns casos, a eletricidade estática pode atrair partículas para a pele e também fazer com que os pelos do corpo se movam, dando a sensação de insetos rastejando sobre a pele. Contudo, em muitos casos, nenhum gatilho externo é responsável por criar a sensação.
Em casos raros, as pessoas ficam convencidas de que a sensação se deve à presença de insetos reais na pele ou sob ela, o que é conhecido como parasitose delirante.  Nesse quadro, as pessoas acreditam que sua pele é habitada ou está sob ataque de pequenos insetos ou parasitas semelhantes, apesar das repetidas garantias de médicos, especialistas em controle de pragas e entomologistas.

## Causas
As causas do formigamento incluem estados normais, como o início da menopausa (ou seja, a perda de hormônios). Outras causas envolvem condições médicas, como exposição a pesticidas, intoxicação por mercúrio, neuropatia diabética, câncer de pele, sífilis, doença de Lyme, hipocalcemia, herpes-zóster e neurocisticercose. O formigamento pode ser resultado de intoxicação ou abstinência de estimulantes (metanfetamina, anfetaminas, cocaína, ou abstinência de álcool em pessoas alcoólatras (delirium tremens), e muitas vezes é acompanhado por alucinações visuais de insetos (formicanopia). Também pode ocorrer como um sintoma de abstinência de benzodiazepinas, abstinência de medicamentos como antidepressivos inibidores seletivos de recaptação de serotonina (ISRS) e tramadol; e como efeito colateral de analgésicos opioides.